# Gueto Radom
O Gueto Radom foi criado em março de 1941 na cidade de Radom durante a ocupação nazista da Polônia, com o objetivo de segregar judeus poloneses. Foi lacrado por fora, oficialmente, em abril de 1941. O fechamento do gueto começou em agosto de 1942 e terminou em julho de 1944, com cerca de 30.000 a 32.000 vítimas (homens, mulheres e crianças) deportadas em trens do Holocausto para a morte no campo de extermínio de Treblinka.

## Contexto
A cidade de Radom foi invadida pelas forças alemãs em 8 de setembro de 1939. A população total, naquela época, era de 81.000 pessoas, das quais 25.000 eram judeus. Em 30 de novembro de 1939, o SS Gruppenführer Fritz Katzmann, da Selbstschutz, que liderou as operações de assassinato em Wrocław, e em Katowice, foi nomeado Chefe da Polícia (SSPF) da Radom ocupada. Sua posse foi seguida de violência desenfreada e pilhagem para ganho pessoal. Katzmann ordenou a execução de líderes judeus imediatamente a sua chegada. Antes da criação do gueto, muitos judeus foram forçados a trabalhar. Uma de suas primeiras tarefas sob ordens alemãs foi reconstruir a fábrica de armas polonesa Łucznik, destruída na invasão da Polônia. A fábrica serviu como a principal empresa empregadora nazista durante a guerra.
Os alemães forçaram a comunidade judaica a pagar taxas, apreenderam seus objetos de valor e fecharam seus negócios. No entanto, os metais preciosos de propriedade dos judeus eram poucos, visto que os judeus de Radom – especialmente as mulheres judias – tinham feito doações maciças ao fundo da força aérea polonesa meses antes da invasão. Mesmo os judeus menos afortunados compraram títulos da defesa aérea até maio de 1939.
Logo após a invasão, enter setembro e outubro de 1939, as tropas da SS realizaram ataques surpresa às sinagogas. Os fiéis foram arrastados para fora e colocados em unidades de trabalho. A Sinagoga Radom foi profanada pelos nazistas e seu mobiliário destruído. Para instilar medo, o vereador judeu Jojna (Yona) Zylberberg foi obrigado a marchar com uma pedra na cabeça enquanto era espancado pelos soldados da SS.
Em dezembro de 1939 e janeiro de 1940, o Judenrat foi estabelecido para servir como uma organização intermediária entre o comando alemão e a comunidade judaica local. Mil homens foram enviados para campos de trabalho na reserva de Lublin no verão de 1940. Em dezembro, o governador-geral alemão Hans Frank, instalado em Cracóvia, ordenou a expulsão de 10.000 judeus da cidade, mas apenas 1.840 foram deportados por problemas técnicos. Na primavera de 1941, haviam cerca de 32.000 judeus em Radom. Katzmann permaneceu lá até a Operação Barbarossa.

## História do Gueto
A cidade de Radom recebeu judeus expulsos de outras localidades da Polônia, incluindo judeus do gueto de Cracóvia, pois o Gauleiter Hans Frank, pretendia que não houvesse judeus em Cracóvia para que ela pode se tornar a capital alemã no país. Por isso, o governador-geral Frank emitiu uma ordem para criação do gueto de Radom em março de 1941. Uma semana antes, a Polícia do Gueto Judeu foi formada pela nova administração nazista para ajudar nas realocações. Foi imposto aos judeus uma prazo de dez dias para desocupar suas casas e se estabelecer na zona do gueto, junto com suas famílias. A área foi dividida em duas partes, como em muitas outras cidades polonesas. Os portões do gueto foram fechados por fora em 7 de abril de 1941. Cerca de 33.000 judeus poloneses estavam presos lá; 27.000 no gueto principal e cerca de 5.000 em um gueto menor, no subúrbio. A maior parte da área do gueto não era murada; as barreiras eram formadas pelos próprios prédios e as saídas eram controladas por policiais judeus e poloneses. O "grande gueto" foi criado na rua Wałowa, no distrito central de Śródmieście, e o "pequeno gueto" no distrito de Glinice.

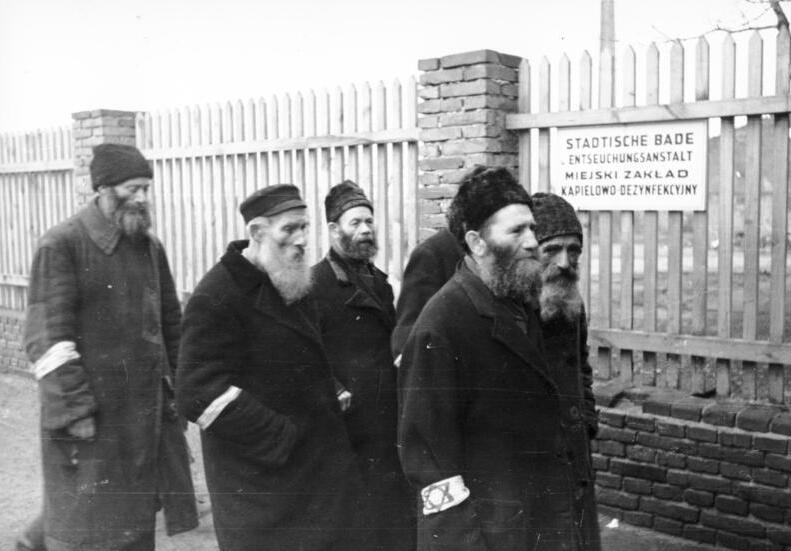
Homens judeus com braçadeiras no gueto Radom em março de 1941.

Como em muitos outros guetos da Polônia ocupada, a fome era comum. As rações distribuídas pelos alemães para uma pessoa no gueto eram de 100g (3,5 onças) de pão por dia.
No começo de 1942 os alemães realizaram diversas ações, prendendo ou executando sumariamente vários líderes da comunidade judaica. Os alemães começaram a liquidar o gueto Radom, iniciando em agosto de 1942, como parte da Operação Reinhard. A primeira grande deportação esvaziou o gueto de Glinice. Os alemães foram auxiliados pelas unidades polonesas da Polícia Azul, e voluntários poloneses recrutados, os Hiwis. No final de agosto, aproximadamente 2.000 judeus permaneciam em Radom. Os judeus deportados foram enviados para campos de extermínio (principalmente Treblinka e Auschwitz). Os gueto de Radom foi transformado em um campo de trabalho temporário. Os últimos judeus foram deportados em junho de 1944, quando em 26 de junho os últimos foram enviados para Auschwitz. Apenas algumas centenas de judeus de Radom sobreviveram à guerra.

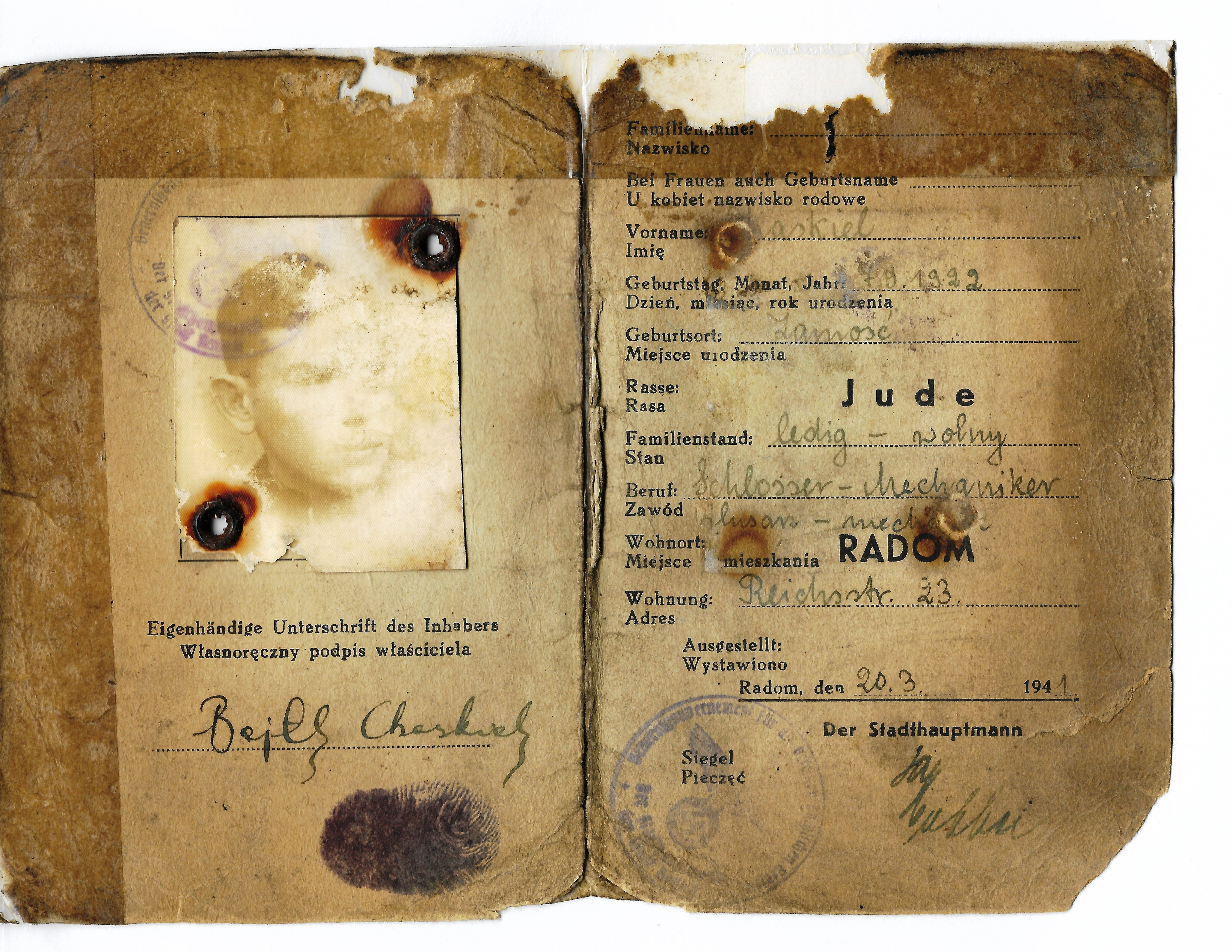
Em 1941 Radom emitia carteiras de identidade judaica da ocupação alemã da Polônia.

### Fuga e resgate
Entre os cidadãos poloneses que ajudaram a salvar judeus, cabe destacar o Dr. Jerzy Borysowicz (pl), diretor do hospital psiquiátrico de Radom, localizado na Warszawska Street. A instalação foi poupada pelos nazistas apenas porque o antigo prédio da igreja não poderia ser transformado para servir a nenhum propósito relacionado à guerra. Os judeus, incluindo crianças, recebiam ajuda diária de Borysowicz, bem como de sua equipe médica, em total sigilo e discrição. O mais dramático salvamento liderado por ele foi o resgate de pessoas que sofriam de febre tifoide no gueto. Borysowicz tratou Mordechai Anielewicz, líder da Organização Judaica de Combate, essencial no planejamento da Revolta do Gueto de Varsóvia, pela qual deu a vida. A maioria dos pacientes de Borysowicz, no entanto, não sobreviveram ao Holocausto. Borysowicz recebeu o título de Justo entre as Nações postumamente, em 1984, quatro anos após sua morte em 5 de junho de 1980.
Entre os poloneses que foram assassinados pelos nazistas, em Radom, por salvar judeus estava Adam Rafałowicz, de 60 anos, baleado em 18 de setembro de 1942 por ajudar um judeu; Houve mais assassinatos desse tipo no condado de Radom. Um grupo de aldeões de Ciepielów, perto de Radom, incluindo Piotr Skoczylas e Leokadia, sua filha de oito anos, foram queimados vivos por um batalhão de polícia em 6 de dezembro de 1942 por abrigar judeus. No mesmo dia, 33 poloneses foram queimados vivos em um celeiro incendiado nas proximidades de Rekówka, por ajudar judeus, incluindo as famílias Obuchiewicz, Kowalski e 14 membros da família Kosiors. Roman Jan Szafranski, de 64 anos, e sua esposa Jadwiga, moradores de Radom, foi descoberto abrigando uma menina judia, Anna Kerc (nascida em 1937); a criança foi morta, e ele foi enviado para o campo de concentração Gross-Rosen, onde morreu. Sua esposa foi mandada para Ravensbruck, e sobreviveu.